# Reformierte Kirche Pitasch

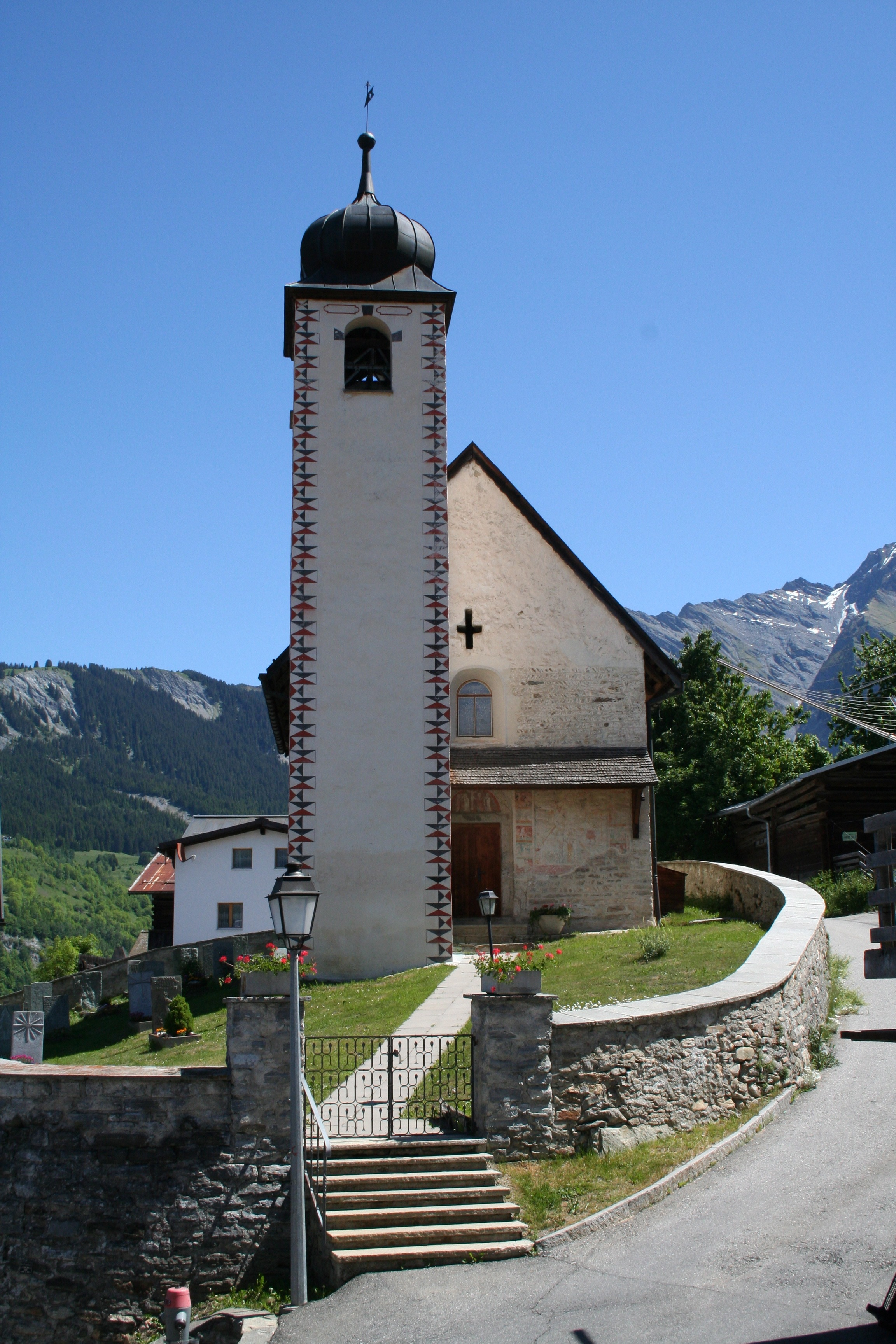
Ansicht von Westen

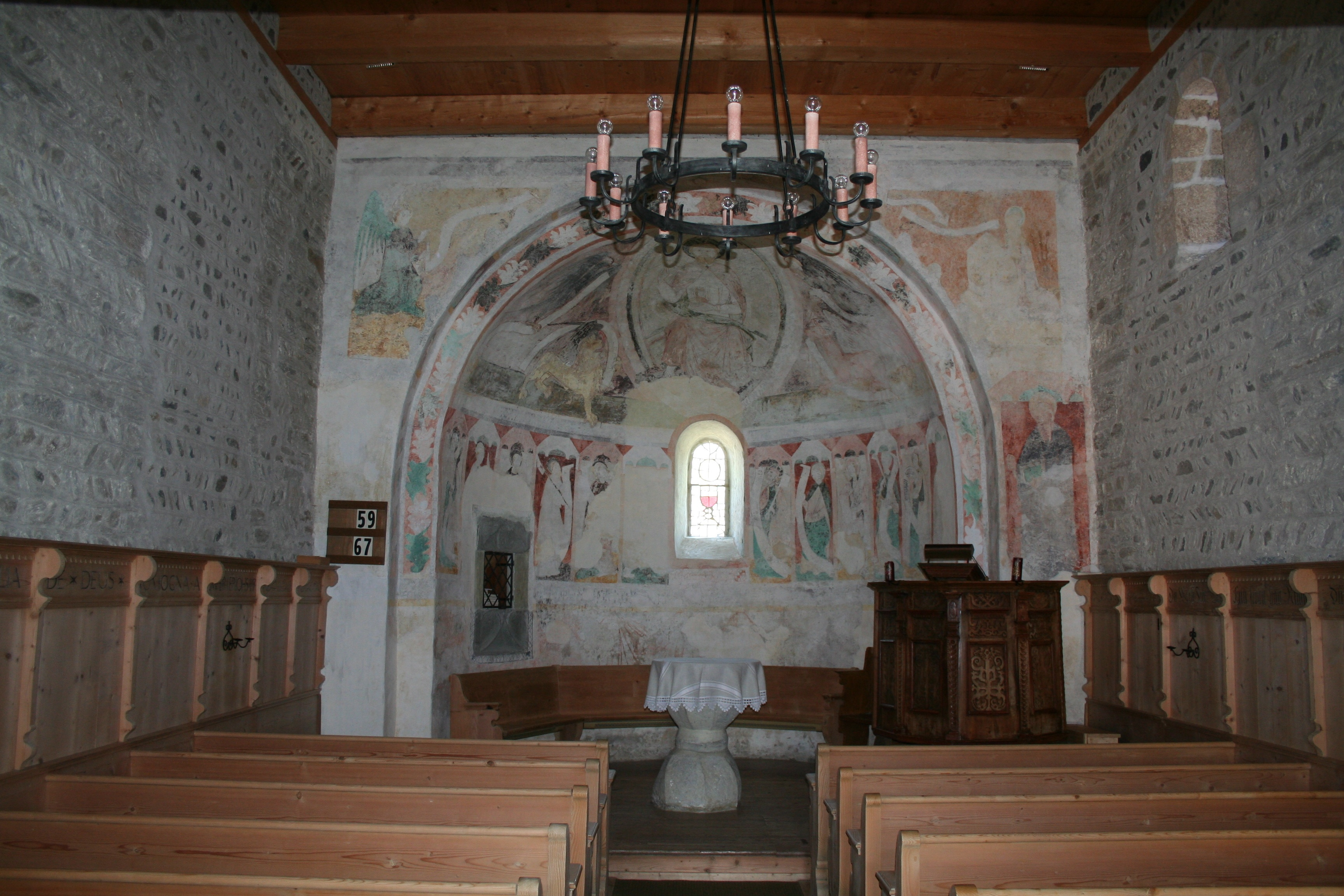
Innenraum

Die reformierte Kirche von Pitasch steht mitten im Dorf Pitasch auf einem kleinen Hügel im Val Lumnezia im schweizerischen Kanton Graubünden. Vor der Reformation war sie dem heiligen Martin geweiht.

## Bau
Die geostete Kirche wurde zwischen 940 und 960 gegründet. Gemäss einer Urkunde soll sie im Jahre 960 dem Bischof von Chur tauschweise übertragen worden sein. Die heutige Anlage im romanischen Stil stammt aus der Mitte des 12. Jahrhunderts.
Nach der Annahme der Reformation in Pitasch 1526 im Gefolge der Ilanzer Artikel wurde der Bau im Inneren zur Predigtkirche umgestaltet.
Der Turm vor der westlichen Frontseite wurde nachträglich errichtet. Die Zwiebelhaube stammt aus dem 18. Jahrhundert. Der Innenraum ist ein Rechtecksaal mit halbrunder Apsis, die aussen durch je zwei Blendbogen mit Halbsäulen gegliedert ist.
Das Mauerwerk wurde innen und aussen in präziser Opus-spicatum-Bauweise erstellt und so verputzt, dass die Steinköpfe unbedeckt blieben (Rasa Pietra). Die flache Decke aus Holzbalken und die Empore wurden rekonstruiert. Die Darstellungen der Heiligen Christophorus und Martin an der nördlichen Aussenwand stammen vom Waltensburger Meister und wurden um 1340 gemalt.
Das Fragment der Abbildung des heiligen Georg links daneben stammt von einem unbekannten Maler aus der Zeit um 1400. Vom gleichen Maler stammen der Feiertags-Christus und die Kreuzigung an der westlichen Eingangsfassade sowie die Gemälde im Inneren: die Verkündigung an der Chorbogenwand, die klugen und törichten Jungfrauen in der Leibung, Christus in der Mandorla in der Apsiskalotte, umgeben von den vier Evangelistensymbolen. Darunter eine Apostelreihe.
Der kelchförmige Taufstein stammt aus dem frühen 15. Jahrhundert; die geschnitzte Kanzel aus dem Jahr 1686. Die modernen Glasfenster im Chorscheitel und an der Rückwand der Empore sind vom Winterthurer Künstler Hans Affeltranger und wurden 1979 eingesetzt.

## Kirchliche Organisation
Die Pitascher Kirche gehört der eigenständigen Kirchgemeinde Pitasch innerhalb der evangelisch-reformierten Landeskirche Graubünden.

## Innenraum

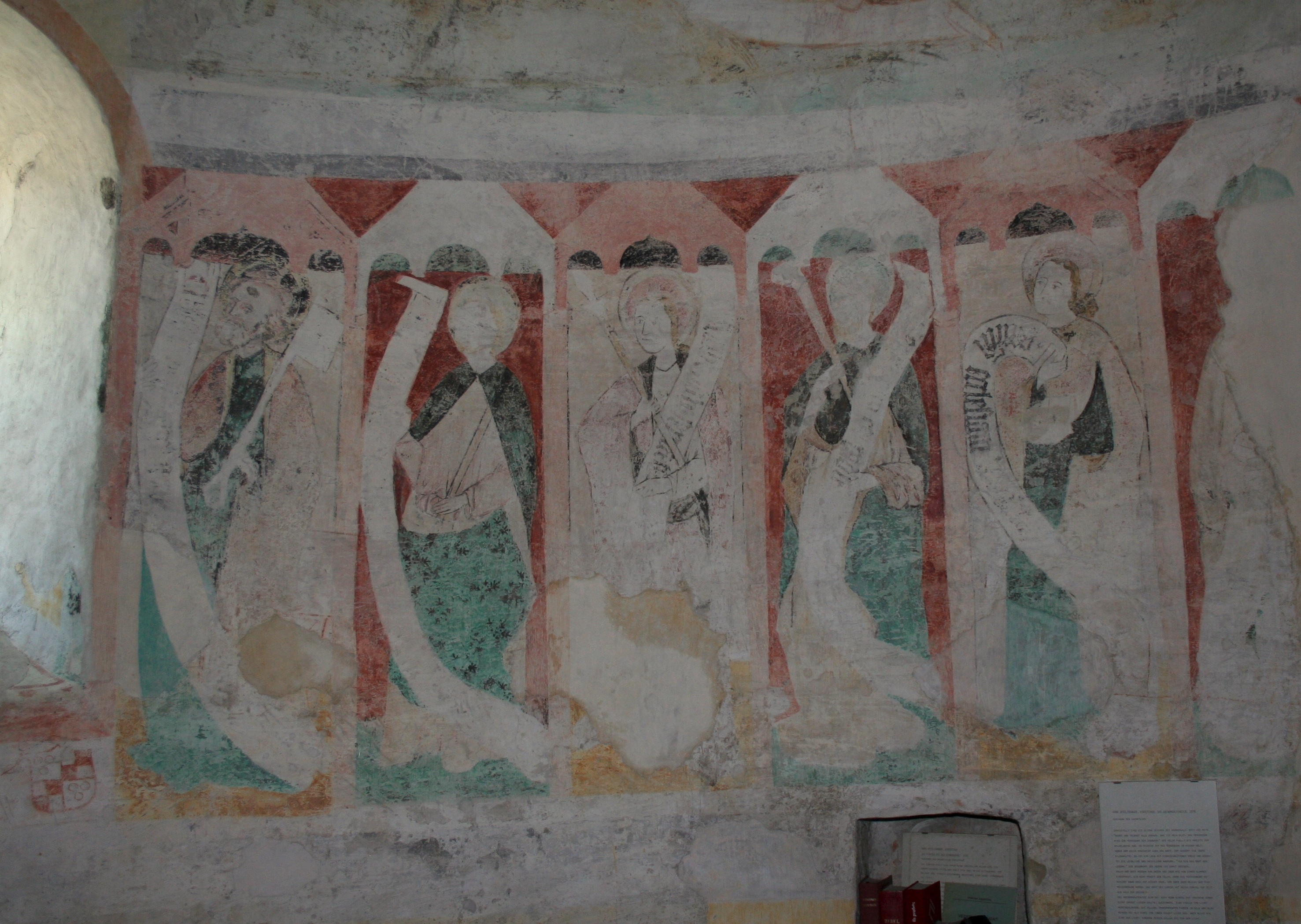
Apostelband
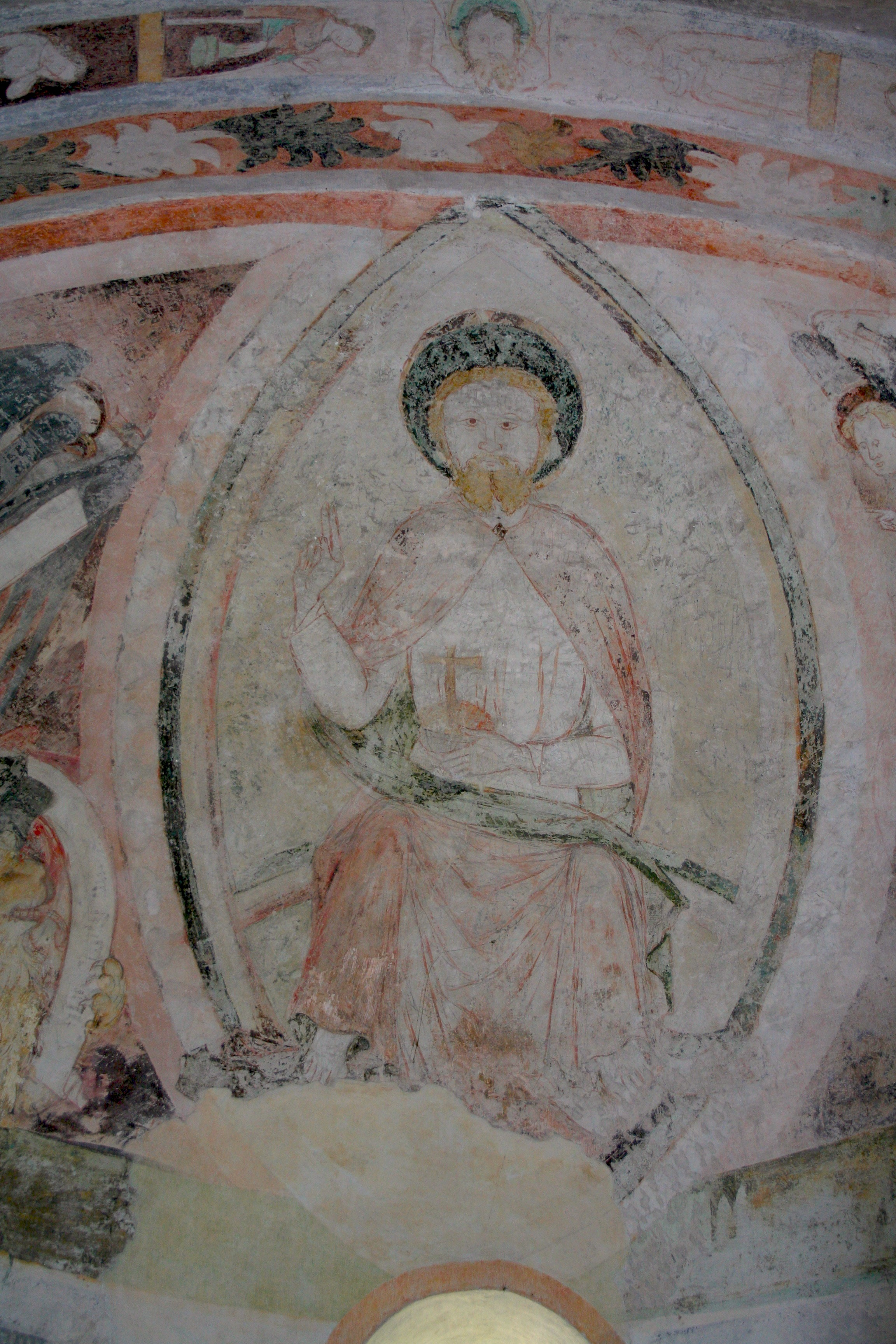
Christus in der Mandorla
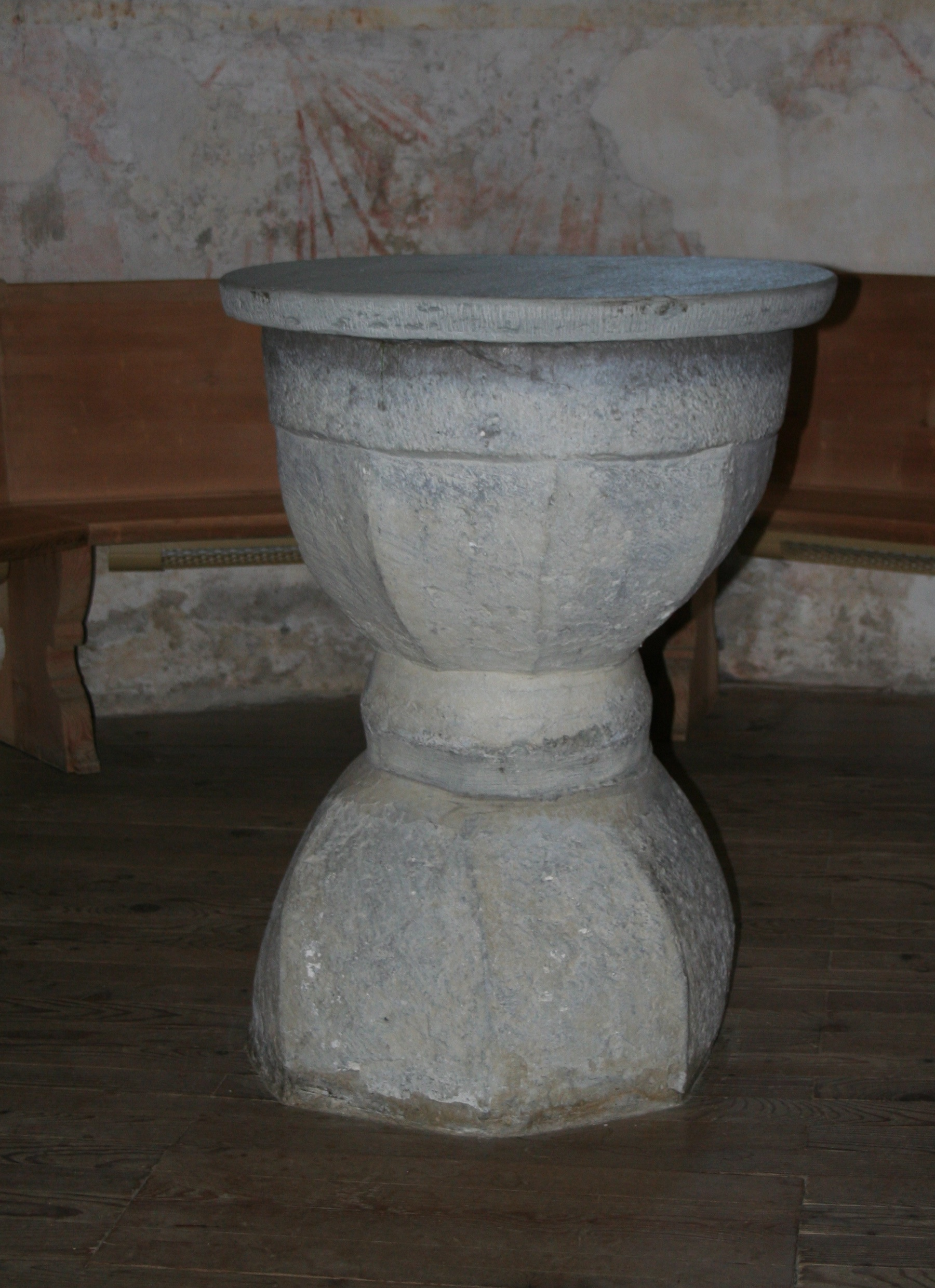
Taufstein
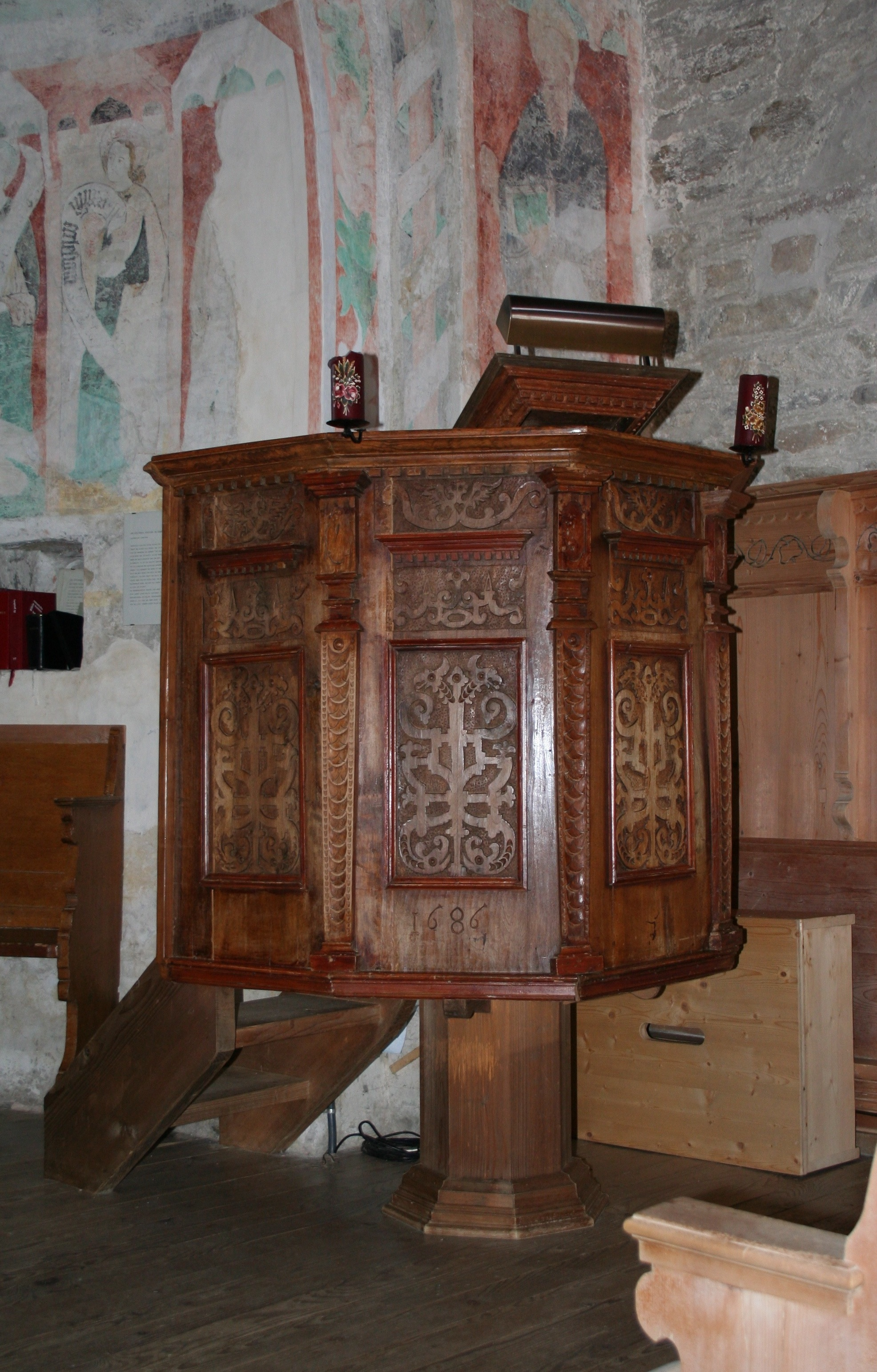
Kanzel

## Nordwand

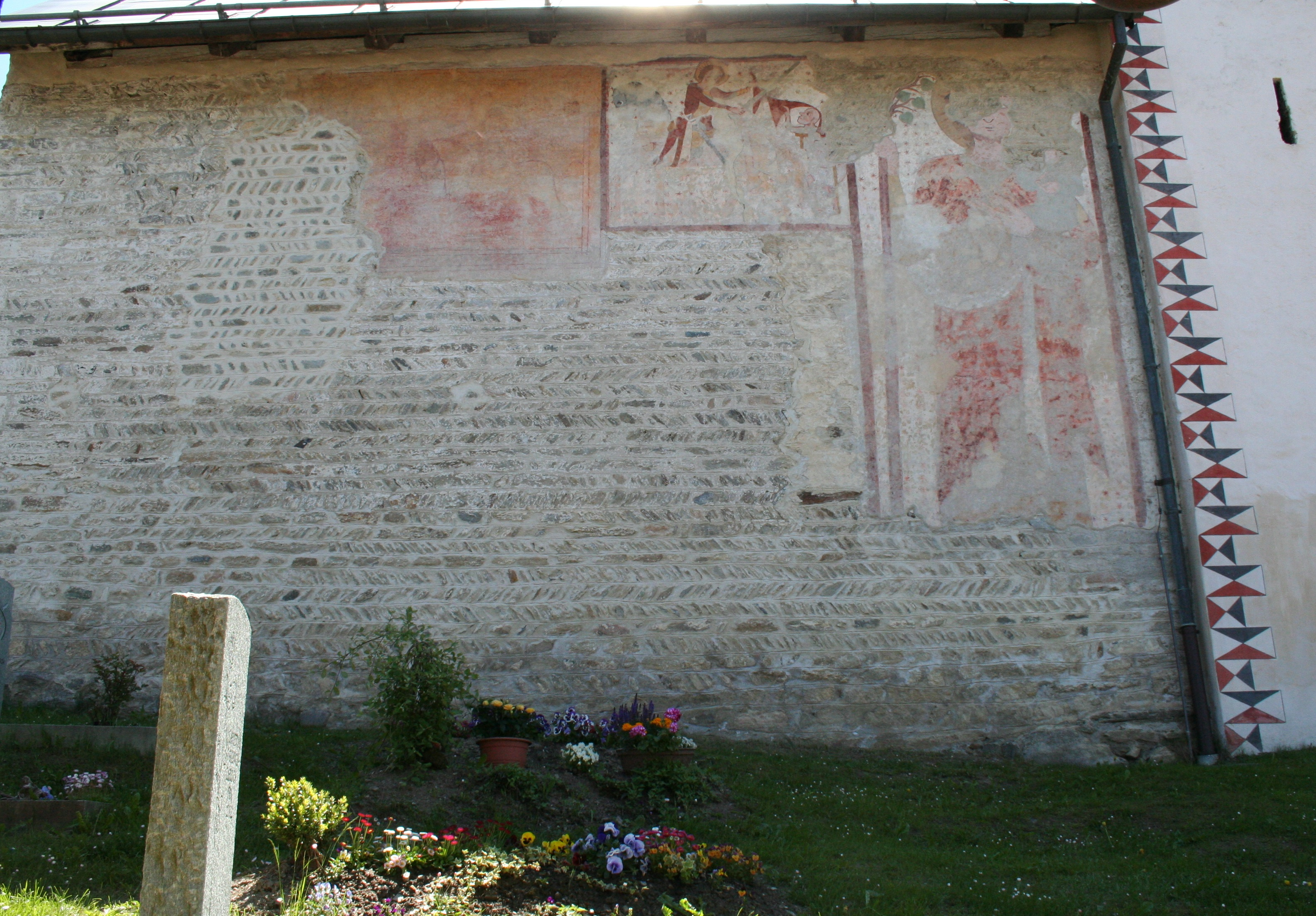
Nordwand
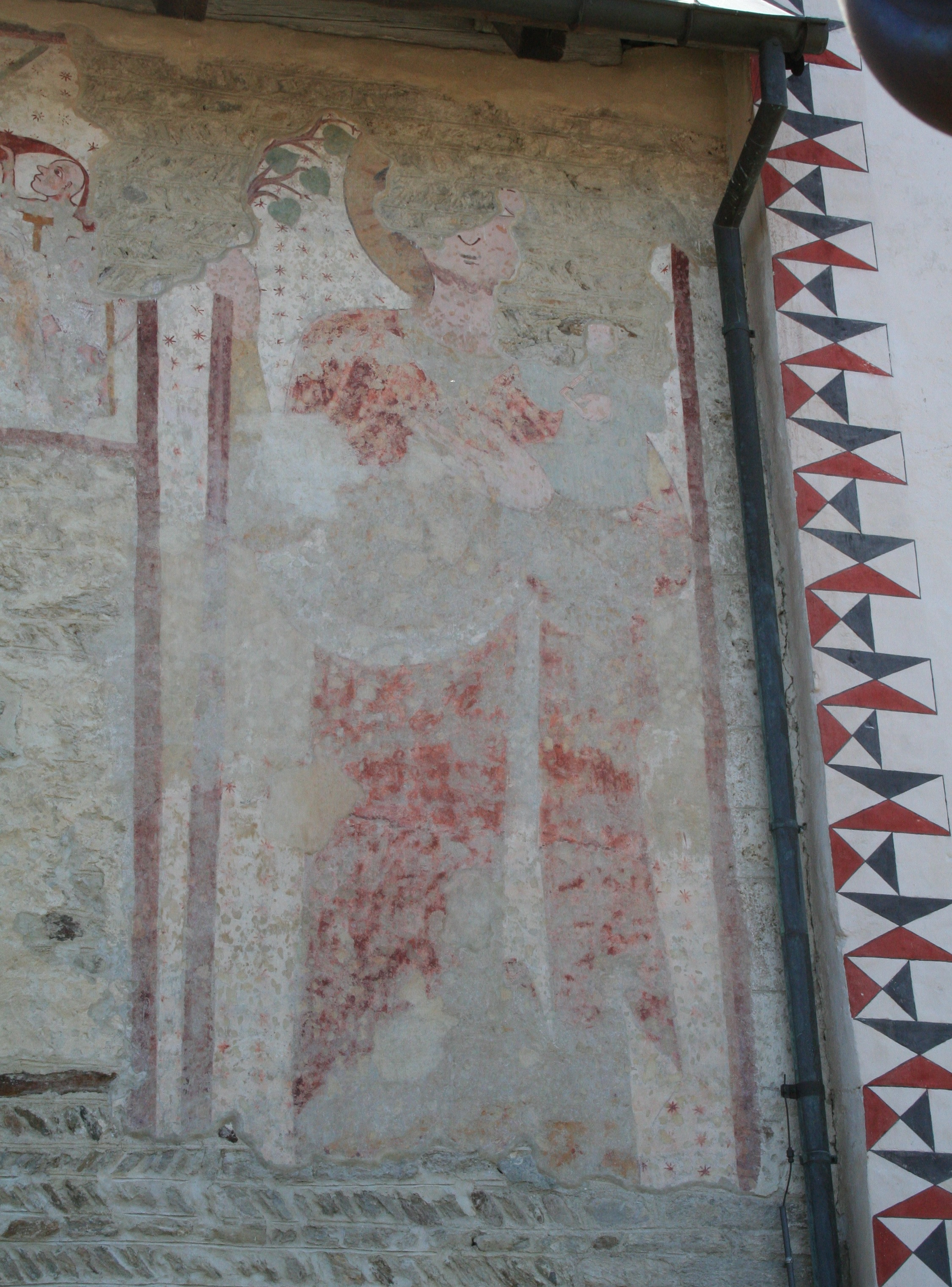
Christophorus